# Cabezón de Pisuerga
Cabezón de Pisuerga település Spanyolországban, Valladolid tartományban. Cabezón de Pisuerga Santovenia de Pisuerga, Cigales, Corcos, San Martín de Valvení, Olmos de Esgueva, Villarmentero de Esgueva, Castronuevo de Esgueva és Valladolid községekkel határos. Lakosainak száma 3895 fő (2024).

## Népesség
A település népessége az utóbbi években az alábbiak szerint változott:
| Lakosok száma | 1848 | 2344 | 2925 | 3355 | 3576 | 3622 | 3678 | 3713 | 3769 | 3895 |
|               | 2001 | 2004 | 2007 | 2009 | 2012 | 2014 | 2017 | 2019 | 2022 | 2024 |